# Hamburg Jungfernstieg
Hamburg Jungfernstieg – przystanek metra i S-Bahn w Hamburgu, w Niemczech.